# Mouvement (partie d'œuvre musicale)
Pour les articles homonymes, voir Mouvement.
Vous pouvez aider à l'améliorer ou bien discuter des problèmes sur sa page de discussion.
- Il ne cite pas suffisamment ses sources. Vous pouvez indiquer les passages à sourcer avec {{référence nécessaire}} ou {{Référence souhaitée}}, et inclure les références utiles en les liant aux notes de bas de page. (Marqué depuis avril 2024)
- Certaines informations devraient être mieux reliées aux sources mentionnées dans la bibliographie ou les liens externes. Améliorez sa vérifiabilité en les associant par des références. (Marqué depuis avril 2024)

- Archive Wikiwix
- Bing
- Cairn
- DuckDuckGo
- E. Universalis
- Gallica
- Google
- G. Books
- G. News
- G. Scholar
- Persée
- Qwant
- (zh) Baidu
- (ru) Yandex
- (wd) trouver des œuvres sur Wikidata

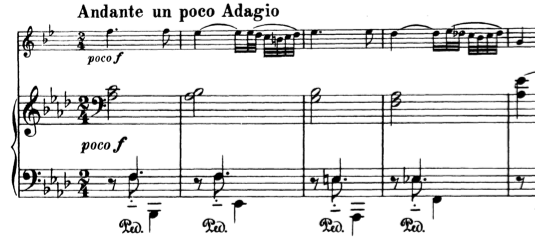
Second mouvement d'une œuvre en plusieurs mouvements.

Dans la musique classique, le mouvement désigne toute section d'une œuvre musicale qui en comporte plusieurs : suite, sonate, symphonie, cycle de lieder, etc. Dans cette acception, on peut dire que les différents mouvements d'une œuvre sont délimités dans le temps par une suspension de l'exécution musicale (mais dans certains cas les compositeurs souhaitent que les mouvements s'enchaînent, sans pause). Quand une œuvre ne comporte qu'une seule partie, on parle d'une œuvre en un seul mouvement (par exemple la plupart des poèmes symphoniques).

## Désignation des mouvements
Pour désigner telle ou telle section d'une œuvre de musique vocale, différents termes sont à la disposition du compositeur — « partie », « acte », « aria », « récitatif », « ensemble », etc. — mais le mot « mouvement » n'est que très exceptionnellement utilisé. De manière plus précise, le titre d'une pièce chantée reprend très souvent le propre titre du texte mis en musique — lorsque celui-ci en possède un — soit, plus simplement, le début du texte en question, dans le cas contraire. Par exemple, pour la musique religieuse : « Benedictus », « Quia respexit », « He was despised », etc., et pour la musique profane : « La fleur que tu m'avais jetée », « Là, ci darem la mano », « Die Forelle », etc.
En ce qui concerne la musique instrumentale, la manière d’intituler un mouvement a trouvé des solutions différentes, selon les époques, selon les pays, selon les compositeurs.

### Par son tempo
Un mouvement peut être désigné par son tempo.
Aux périodes baroque et classique, un mouvement de musique est généralement affecté d'un seul et unique tempo : en conséquence, les compositeurs ont pris tout naturellement l'habitude de désigner chaque mouvement, soit par l'intitulé officiel de son tempo — allegro, adagio, andante, etc. — soit, dans le cas de la suite de danses par le nom de la danse de destination, ce nom lui-même faisant référence de façon implicite au tempo qui la caractérise — exemple : la sarabande est une danse lente, la gigue une danse rapide. Exemple : on dira que telle suite de danses comprend cinq mouvements, respectivement intitulés : « Allemande », « Courante », « Sarabande », « Gavotte » et « Gigue » ; ou encore, que telle symphonie en comprend quatre, respectivement intitulés : « Allegro », « Adagio », « Menuet » et « Presto », etc.
L'habitude de désigner un mouvement par son tempo sera progressivement abandonnée par de nombreux compositeurs au cours du XIXe siècle — sans disparaître totalement, toutefois. Exemple : Hector Berlioz a intitulé les cinq mouvements — plus exactement, les cinq parties — de sa Symphonie fantastique : « Rêveries - Passions », « Un bal », « Scène aux champs », « Marche au supplice » et « Songe d'une nuit de sabbat ».

### Autres méthodes
Si le compositeur a souvent recours à la terminologie relevant du tempo ou de la danse, pour désigner les différents mouvements d'une œuvre musicale, d'autres procédés sont également à sa disposition pour remplir la même fonction.
Le titre d'un mouvement peut :
- renvoyer au type de structure compositionnelle sollicité. Ex. : « canon », « toccata », « fugue », « variation », « prélude », etc.
- renvoyer au nombre de parties de destination — procédé très utilisé dans les opéras. Ex. : « duo », « trio », « quatuor », etc.
- renvoyer au caractère de son interprétation. Ex. : « scherzo », « patetico », « lamento », « cantabile », etc.
- renvoyer à une particularité technique de l'instrument de destination. Ex. : « pizzicato » — pour un instrument à cordes frottées — ; « tierce en taille », « basse de trompette », « écho » — pour l'orgue — ; « louré » — pour le clavecin — etc.
- être une trouvaille purement poétique, ne relevant pas spécifiquement de la technique ou de la théorie musicales — ce dernier procédé a été particulièrement utilisé par de nombreux compositeurs baroques, français pour la plupart. Ex. : Les Barricades mystérieuses de François Couperin ; La Pouplinière de Jean-Philippe Rameau ; etc. — voir aussi les cinq mouvements de la Symphonie fantastique de Berlioz, cités ci-dessus.